# Котегурт
Котегурт — деревня в Дебёсском районе Удмуртской республики.

## География
Находится в восточной части Удмуртии на расстоянии приблизительно 15 км на запад-северо-запад по прямой от районного центра села Дебёссы.

## История
Известна с 1873 года как починок с 10 дворами. В 1905 году здесь (починок Котегуртский) учтено было 26 дворов, в 1924 — 48. До 2021 года являлась административным центром Котегуртского сельского поселения.

## Население
Постоянное население составляло 88 человек (1873 год), 263 (1905), 351 (1924, все удмурты), 313 человек в 2002 году (удмурты 93 %), 296 в 2012.